# Johann Heinrich Heidegger
Johann Heinrich Heidegger (Bärentschwil, 1633 – Zurigo, 1698) è stato un teologo svizzero.
Allievo di Cocceio, sostenne Cartesio e nel 1675 redasse con Francesco Turrettini la formula del Consenso elvetico contro l'università di Saumur. 